# فرز بصري
الفرز البصري (يسمى أحيانًا الفرز الرقمي) هو عملية آلية لفرز المنتجات الصلبة باستخدام الكاميرات و/أو الليزر.
يمكن للفرز البصري التعرف إلى لون الأشياء وحجمها وشكلها وخصائصها الهيكلية وتركيبها الكيميائي اعتمادًا على أنواع المستشعرات المستخدمة والذكاء المُحرّك بالبرمجيات لنظام معالجة الصور. يقارن الفارز الأشياء بمعايير القبول/ الرفض التي يحددها المستخدم لتحديد وإزالة المنتجات المعيبة والمواد الغريبة من خط الإنتاج، أو لفصل المنتجات من مختلف الدرجات، أو أنواع المواد.
يحقق الفرز البصري فحصًا غير متلف بنسبة 100% في خط الإنتاج بأحجام إنتاج كاملة.
تستخدم أجهزة الفرز البصري على نطاق واسع في صناعة المواد الغذائية في جميع أنحاء العالم، مع اعتماد أعلى في معالجة الأغذية المحصودة مثل البطاطس والفواكه والخضروات والمكسرات حيث تحقق فحصًا غير متلف بنسبة 100% في خط الإنتاج بأحجام إنتاج كاملة. تُستخدم هذه التقنية أيضًا في تصنيع المستحضرات الصيدلانية وتصنيع المغذيات ومعالجة التبغ وإعادة تدوير النفايات وغيرها من الصناعات. مقارنةً بالفرز اليدوي، وهو أمر غير موضوعي وغير متسق، يساعد الفرز البصري في تحسين جودة المنتج وتحقيق أقصى قدر من الإنتاجية وزيادة المحاصيل مع تقليل تكاليف العمالة.

## تاريخ
جاءت فكرة الفرز البصري في البداية نتيجة للرغبة في أتمتة الفرز الصناعي للسلع الزراعية مثل الفواكه والخضروات. قبل ابتكار تقنية الفرز البصري الآلي في ثلاثينيات القرن العشرين، كانت شركات مثل يونيتك تنتج آلات خشبية للمساعدة في الفرز الميكانيكي لمعالجة الفاكهة. في عام 1931، نشأت شركة تُعرف باسم «شركة الفرز الكهربائي» وبدأت في إنشاء أول فارز ألوان في العالم، الذي نُصِب واستُخدِم في قطاع صناعات الفاصوليا في ميشيغان بحلول عام 1932. في عام 1937، تطورت تقنية الفرز البصري لتسمح لأنظمة قائمة على مبدأ الاختيار ثنائي اللون. شهدت العقود القليلة التالية تركيب آليات فرز جديدة ومحسنة، مثل أنظمة تغذية الجاذبية، وتطبيق الفرز البصري في المزيد من الصناعات الزراعية.
في أواخر الستينيات من القرن العشرين، بدأ تطبيق الفرز البصري في صناعات جديدة غير الزراعة، مثل فرز المعادن الحديدية وغير الحديدية. بحلول التسعينيات، استُخدِم الفرز البصري بكثرة في فرز النفايات الصلبة.
مع الثورة التكنولوجية الكبيرة التي حدثت في أواخر التسعينيات وأوائل العقد الأول من القرن الحادي والعشرين، أصبحت أجهزة الفرز الضوئية أكثر كفاءة باستخدام أجهزة استشعار بصرية جديدة، مثل كاميرات جهاز اقتران الشحنة (سي سي دي)، وكاميرات الأشعة فوق البنفسجية (يو في)، وكاميرات الأشعة تحت الحمراء (آي آر). اليوم، يُستخدَم الفرز البصري في مجموعة متنوعة من الصناعات، وقد يُنفَذ مع مجموعة متنوعة من الآليات للمساعدة في مهمة هذا الفرز المحدد.

## نظام الفرز

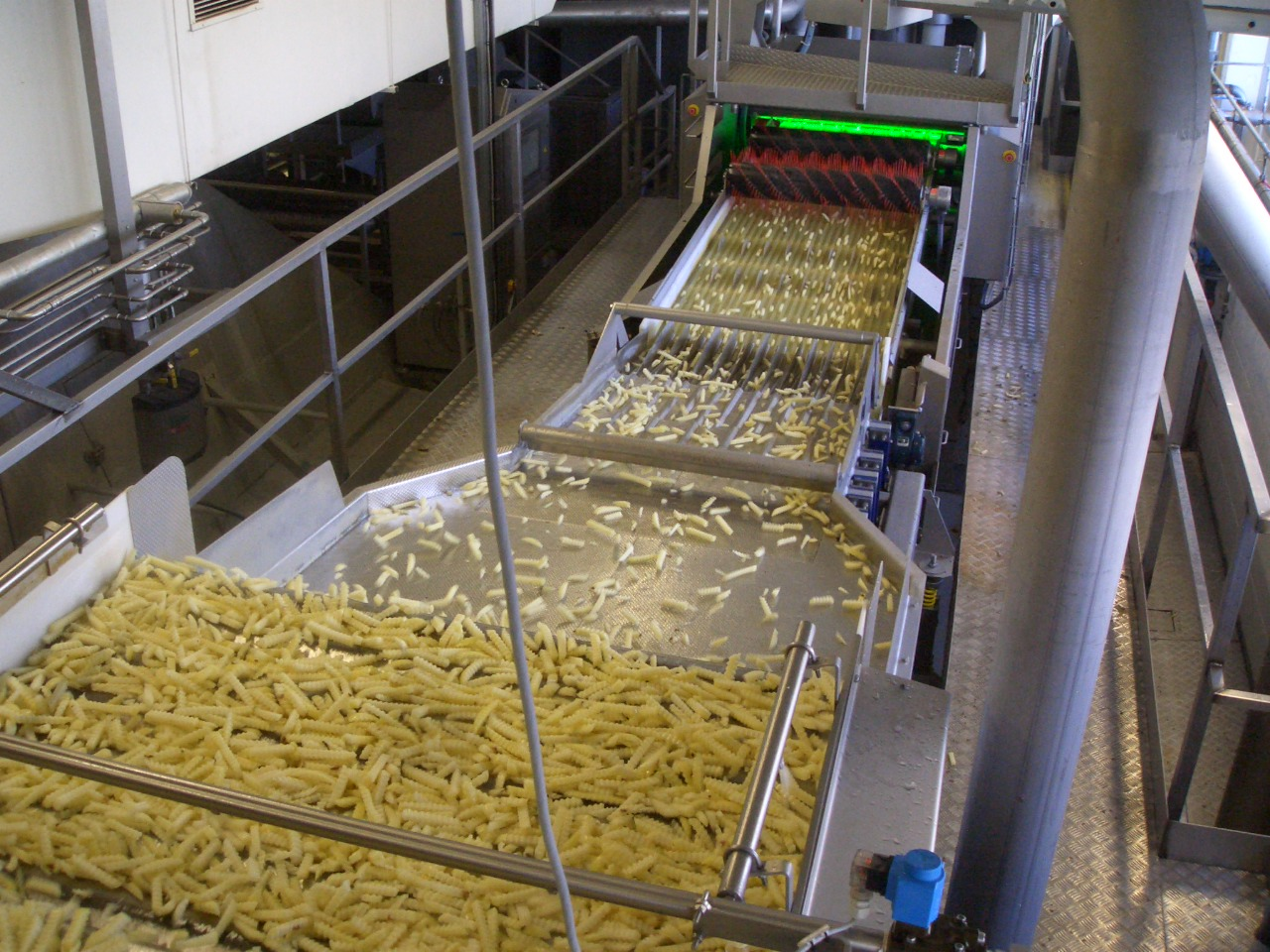
يحقق الفرز البصري فحصًا غير متلف بنسبة 100% في خط الإنتاج بأحجام إنتاج كاملة.

بوجهٍ عام، تتميز أجهزة الفرز البصري بأربعة مكونات رئيسية: نظام التغذية، والنظام البصري، وبرنامج معالجة الصور، ونظام الفصل. الهدف من نظام التغذية هو نشر المنتجات في طبقة أحادية موحدة بحيث تُقدَّم المنتجات إلى النظام البصري بالتساوي، بدون كتل، وبسرعة ثابتة. يشتمل النظام البصري على أضواء وأجهزة استشعار موجودة أعلى و/أو أسفل تدفق الأشياء التي تُفحَص. يقارن نظام معالجة الصور الأشياء بحدود القبول/الرفض يحددها المستخدم لتصنيف الأشياء وتشغيل نظام الفصل. يُحدد نظام الفصل -عادةً بهواء مضغوط للمنتجات الصغيرة والأجهزة الميكانيكية للمنتجات الأكبر حجمًا، مثل البطاطس الكاملة- الأشياء في أثناء وجودها في الهواء وإبعادها لإزالتها إلى مجرى الرفض، في حين يستمر المنتج الجيد على طول مساره الطَبَعِي.
تعتمد أداة الفرز المثالية للاستخدام على التطبيق. لذلك، تحدد خصائص المنتج وأهداف المستخدم المستشعرات المثالية والقدرات التي يحركها البرنامج والمنصة الميكانيكية.

## المستشعرات
تتطلب أجهزة الفرز البصري مجموعة من الأضواء وأجهزة الاستشعار لإضاءة والتقاط صور الكائنات بحيث يمكن معالجة الصور. تحدد الصور المعالجة ما إذا كانت المادة ستُقبَل أو تُرفَض.
هناك آلات فرز بالكاميرات، وآلات فرز بالليزر، وآلات فرز تتميز بمزيج من الاثنين على منصة واحدة. يمكن تصميم الأضواء والكاميرات والليزر وأجهزة الاستشعار بالليزر لتعمل ضمن أطوال موجات الضوء المرئي بالإضافة إلى طيف الأشعة تحت الحمراء (آي آر) والأشعة فوق البنفسجية (يو في). تعمل الأطوال الموجية المثلى لكل تطبيق على زيادة التباين بين الأشياء المراد فصلها. يمكن أن تختلف الكاميرات وأجهزة الاستشعار بالليزر في الدقة المكانية، مع دقة أعلى تمكن الفارز من اكتشاف العيوب الصغيرة وإزالتها.